# 874 هـ
874 هـ هي سنة في التقويم الهجري امتدت مقابلةً في التقويم الميلادي بين سنتي 1469 و1470.

## مواليد
- كمال الدين التاذفي

## وفيات
- ابن تغري